# コロちゃんのコロッケ屋!

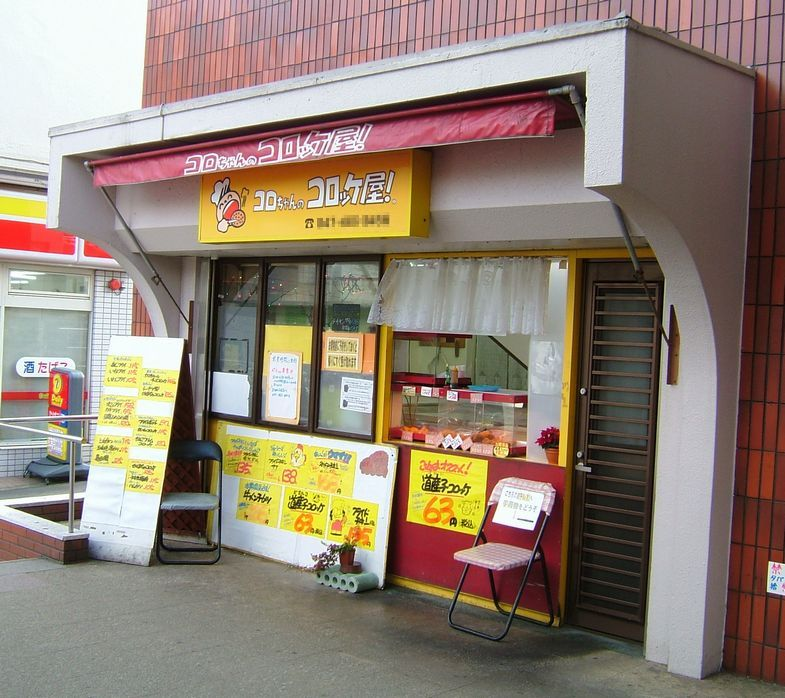
現存店舗例（高根公団店）

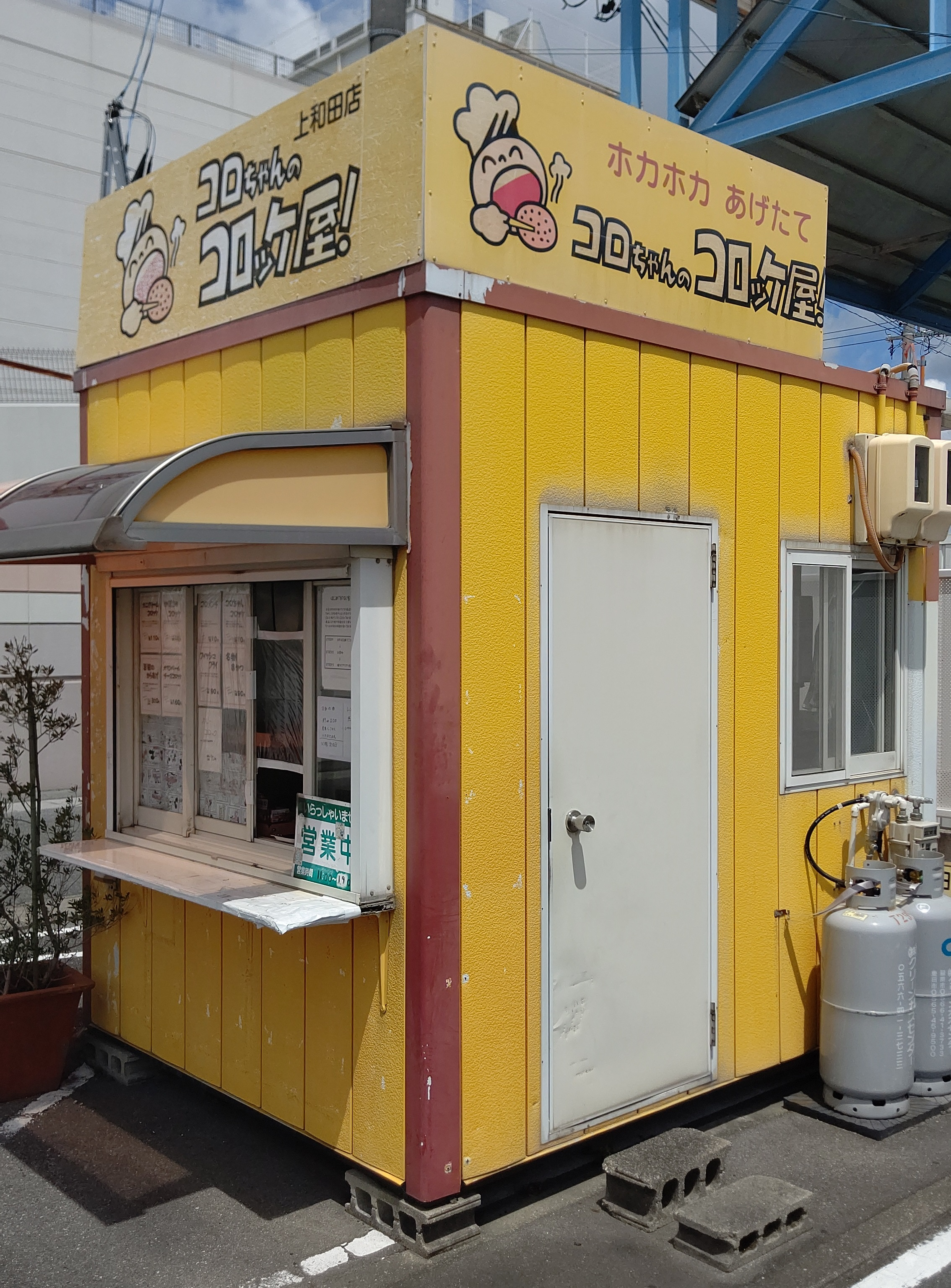
現存店舗例（上和田店）
2021年7月15日現在

コロちゃんのコロッケ屋!（コロちゃんのコロッケや）は、かつて日本に存在したコロッケを主力商品とするチェーン店。岐阜県恵那市に本社を置くコロちゃん株式会社が運営していた。2007年8月13日付で自己破産申請し経営破綻した。
2021年現在でも、日本全国各地にフランチャイズ加盟していた店舗が店名を変えずに営業している例が複数見られる。

## 概要
1996年9月、岐阜県恵那市で開業。当初は東海総合企画のフランチャイズによるアンテナショップとして創業した。2000年5月、コロちゃん株式会社を設立して独立。社長は小竹守。同社は社団法人日本フランチャイズチェーン協会に準会員として加盟していた。
コロッケを売り物にすることを最初に思いついたのは前副社長であった社長の実弟で、社長の小竹は後に取材に対し「弟はいかつい体格をしているから思いついたのだろう」と発言している。
マスコットキャラクターは「コロちゃん」。「コロちゃんコロッケ」と書かれた円の中でコック（＝コロちゃん）が笑顔でコロッケを食べようとしている絵が目印であった。
店内にはフライヤー・ホットショーケース・冷凍庫を設置し、本部は各店舗に冷凍食品のコロッケや植物油などを供給して利益を上げるというシステムであった。店舗にはレジやパソコンなどは置かず、携帯電話で売上計算から在庫の受注発注までを行っていた。
店舗は簡易建築が多かったが、他にも建物内のテナントなど様々で、軽トラックによる移動販売車「コロちゃんカー」もあり、概して小面積の店舗で客の目の前でコロッケを揚げて販売するというスタイルであった。
ドミナント戦略を取りフランチャイズ店舗を主軸に、日本全国のスーパーマーケットや100円ショップの店舗周辺、駅前や繁華街などに出店し、フランチャイズ加盟料や初期投資の低さなどもあって2000年頃に急激に拡大した。「1個50円の揚げたてコロッケ」の薄利多売により、デフレ下で急成長する事業として注目された。
全盛期には直営店とフランチャイズ店の合計で日本全国に約700店を出店し、また日本国外では2002年にケニアに進出したのを皮切りに、のシンガポール、イギリスにも出店し、さらにブラジル、アルゼンチン、アメリカ合衆国などへの出店計画も公表していた。
2003年3月期には37億円の売上を上げていたが、2006年には社長の実弟である副社長が辞任。また東京営業所（新宿区四谷）を閉鎖し、埼玉営業所と統合した。
2007年8月、チェーン本部であるコロちゃん株式会社が約25億円の負債を抱え名古屋地方裁判所に自己破産を申請し経営破綻。小売価格で1個50円から200円程度までの低価格のコロッケ類を主力商品とした薄利多売のビジネスモデルを取っていたが、商品単価と利益率が低すぎたことでフランチャイズ店の経営が成り立たないことが多く、短期間での閉店や脱退が目立ち、また惣菜類に力を入れ始めたコンビニエンスストアチェーンなどとの競争激化や、個人消費の低迷の影響もあり売上低迷したことなどが要因で、2007年3月期には売り上げを27億円まで落としており、直営店は約50店舗、フランチャイズ店は約200店舗程度まで減少していた。また、経営安定を目指して西池袋に「COROCHAN-CAFE」（コロちゃんカフェ）を出店、他にも「コロちゃんバーガー」「ポケットパン店」などの店舗も展開していたが、本業であるコロッケ部門の低迷が深刻であった。
2007年に入ってからも、TBS系テレビ番組『がっちりマンデー!!』などで取り上げられるなどしていた矢先の、表向きには突然のチェーン本部の経営破綻であったため、フランチャイズ店舗についてはそのまま取り残される格好になり、その後に短期間で閉店に追い込まれた店舗が多かったが、一部には「コロちゃん」の看板を掲げたまま営業を継続した店舗もあった。

## 沿革
- 1996年9月 - 岐阜県恵那市で開業[2][3]。
- 1997年2月 - 岐阜県本巣郡真正町（現：本巣市）に第1号のフランチャイズ店をオープンし全国展開を開始[3]。
- 1998年11月 - ラジオ・テレビのコマーシャルやテレビの報道番組などのマスコミ露出を展開し、急激な店舗拡大路線が始まる。
- 1999年3月 - 東京都八王子市に関東事業本部を開設して東京進出。
- 2000年
  - 5月 - コロちゃん株式会社を設立して独立[3]。
  - 12月 - 関東事業本部を東京都新宿区四谷へ移転、東京事業所とする。
- 2002年
  - 2月 - 丸大食品と資本・業務提携を締結。
  - 7月 - ケニアでアフリカ駐在事務所を開設し、国外進出を開始[5]。
  - 12月 - シンガポール店を開店。
- 2003年
  - 9月 - アフリカ開発会議に招待される。
  - 10月 - ハンバーガーショップ「コロちゃんバーガー」1号店を東京都板橋区に開設。
- 2004年 - ケニア、イギリスの1号店をそれぞれ開店。「ポケットパン」1号店を愛知県稲沢市に開店。
- 2005年11月 - 丸大食品との資本・業務提携を解消。
- 2006年3月 - 全商品を10円値上げ。
- 2007年8月 - 名古屋地裁に自己破産を申請、負債総額は約25億円[3]。

## テレビ番組
- 日経スペシャル ガイアの夜明け「ニッポン式 世界に挑む」テレビ東京、2005年12月27日[7] - ケニア進出を取材。
- がっちりマンデー!!「食にまつわる坪ビジネス、成功の秘訣：2」TBS、2007年2月11日[4] - この翌年に経営破綻。

## ギャラリー
愛知県豊田市にある、元「コロちゃんのコロッケ屋」の一店舗。のちに異なる店名「揚げたてアツアツコロッケ屋」で営業継続。

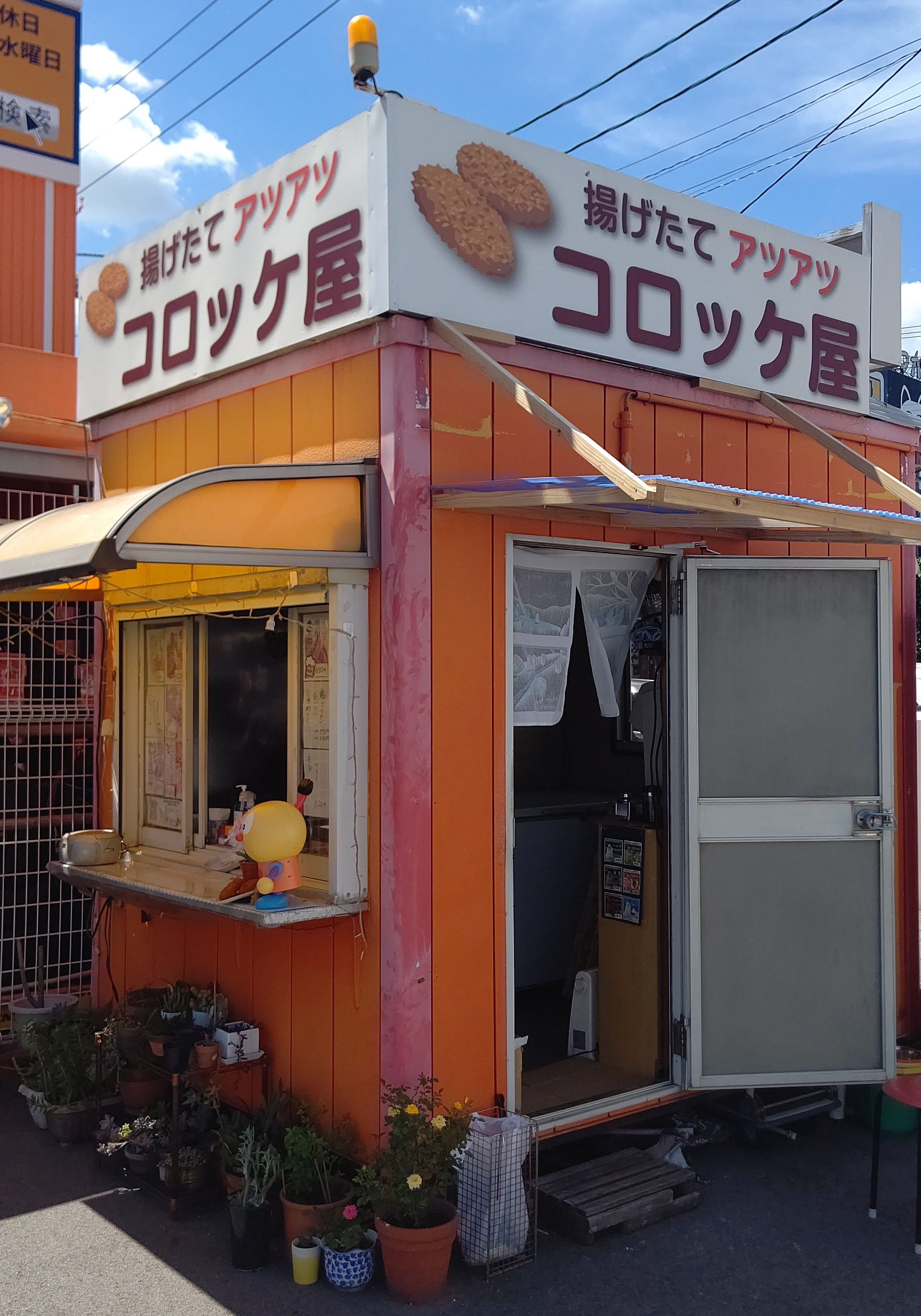
外観（2021年7月）
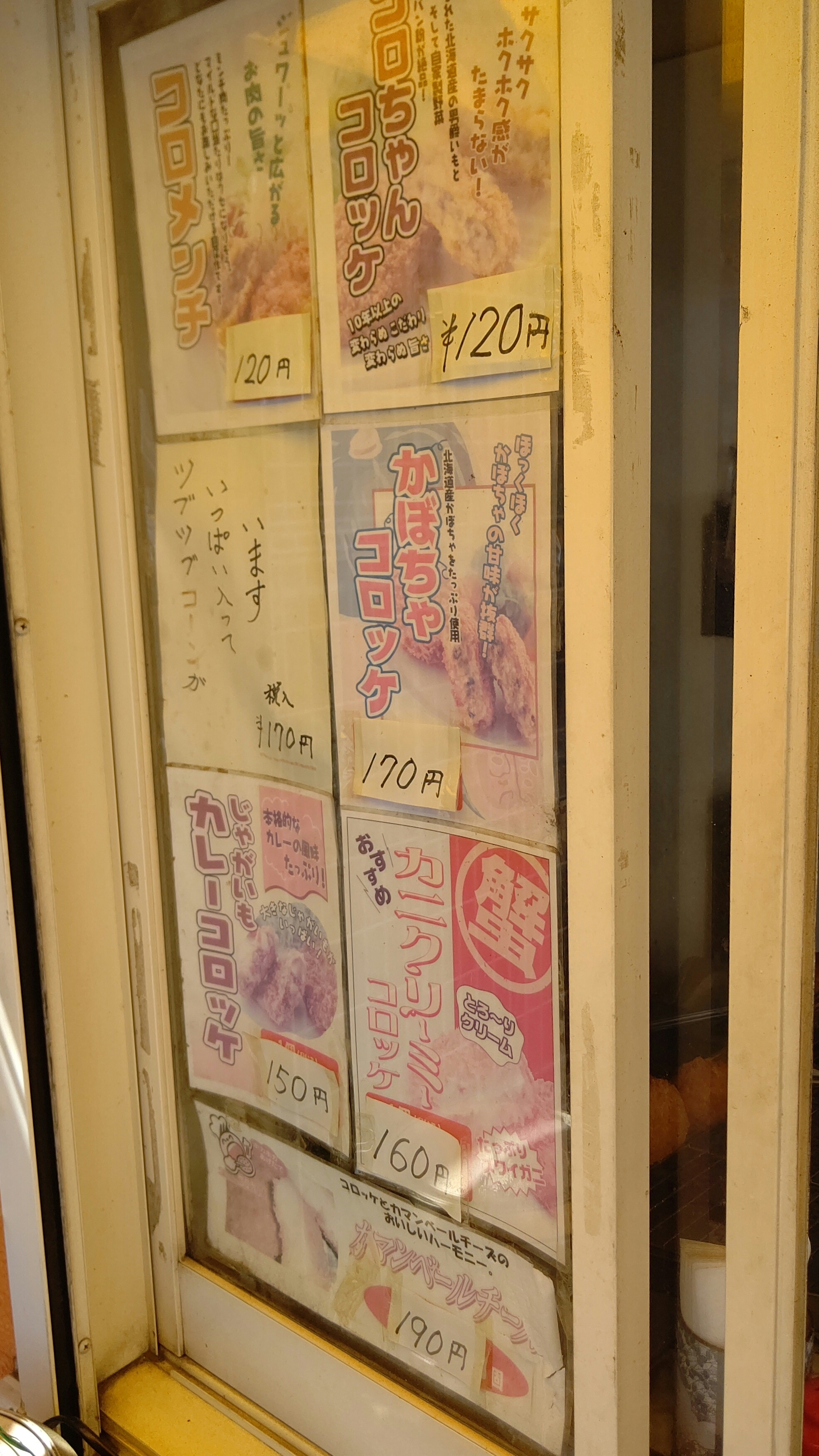
店頭に張り出されたメニュー。売価こそ変わっているが「コロちゃんコロッケ」は引き続きメニューに残る (1)
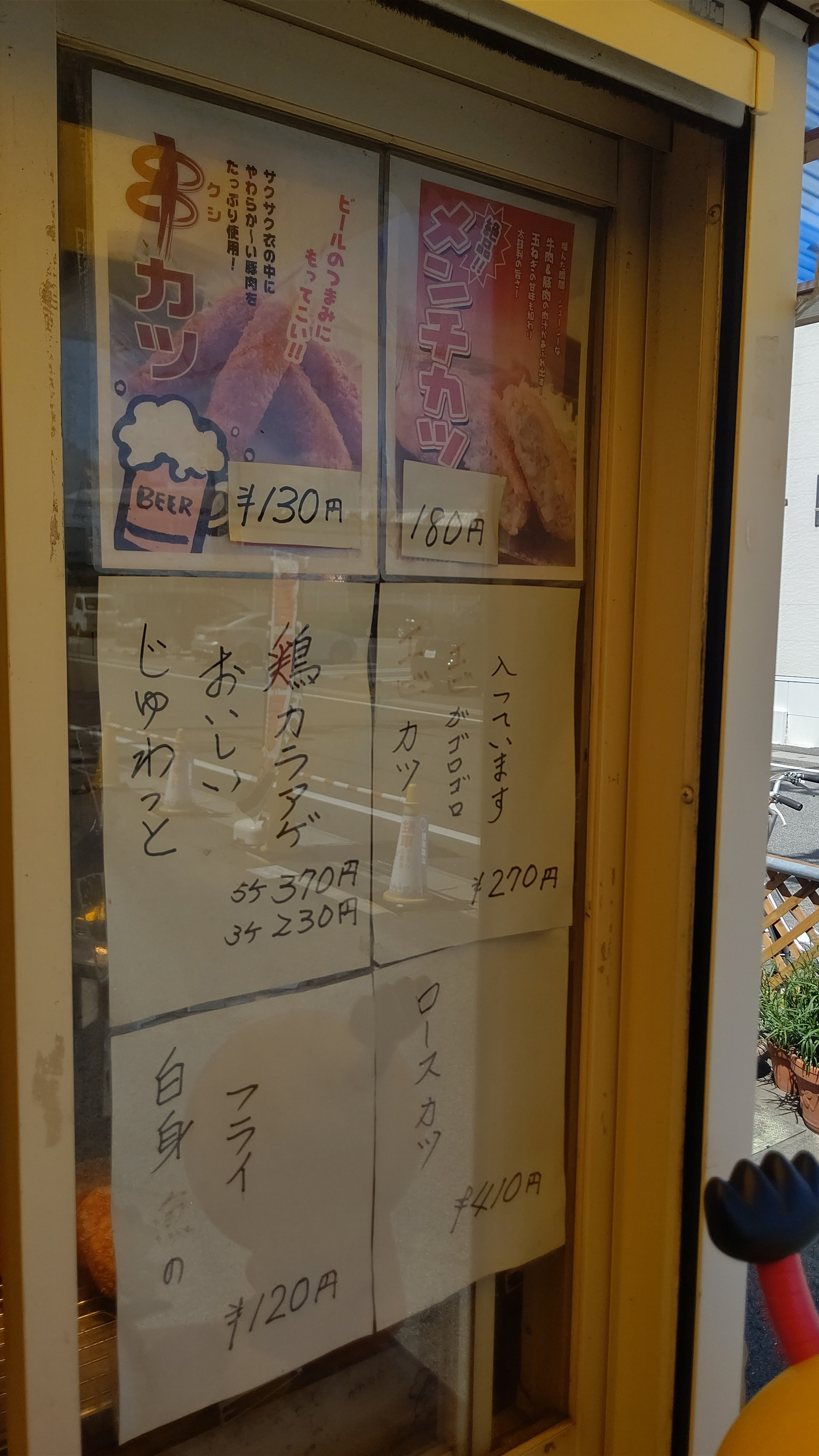
店頭に張り出されたメニュー (2)

## 店舗一覧

### 東京都
- 元八王子店（八王子市）[8]
- 川口店（八王子市）

### 千葉県
- 高根公団店（船橋市）

### 栃木県
- 真岡店（真岡市）

下館（筑西市）から移転。

### 宮城県
- 佐沼店（登米市）

### 福岡県
- 那珂川店（那珂川市）